# 村上知行
村上 知行（むらかみ ともゆき、1899年2月11日 - 1976年3月23日）は、日本の中国研究者、翻訳家、評論家。

## 略歴
福岡県博多生まれ。幼少時に父親と死別。商家の店員となるが、13歳の時、病気のため右脚を切断。九州日報記者、旅回りの新派劇団の座付き作者などを務めながら、独学で中国語を学ぶ。
1928年上海に渡る。1930年から北京に住み、中国に関する評論やルポルタージュを刊行。一時期読売新聞特派員を務めたが、1937年の盧溝橋事件を機に辞職。日本の戦争政策への協力を拒否し、著作を通して反戦の立場を示した。
1946年5月に妻子とともに日本へ引き揚げ。戦後は四大奇書を中心に翻訳、抄訳を行い、佐藤 春夫名義での翻訳も行った。
1976年、自宅においてナイフで首と胸を刺し自殺。

## 著書
- 『九・一八前後』（福田書房） 1935
- 『支那及び支那人』（中央公論社） 1938
- 『古き支那新しき支那』（改造社） 1939
- 『北京歳時記』（東京書房） 1940
- 『随筆大陸』（大阪屋書店） 1940
- 『北京の歴史』（大阪屋書店） 1941
- 『大陸史の十二人』（大阪屋書店） 1942
- 『北京十年』（中央公論社） 1942
- 『秦の始皇』（大阪屋書店） 1943
- 『竜興記』（桜井書店） 1944
- 『北平より東京へ』（桜井書店） 1947
- 『聊斎志異香艶抄』（光文社） 1947
- 『新中国 目ざめた五億の人々』（桜井書店） 1953
- 『北京十話 その十年の証言』（現文社） 1967

## 翻訳
- 『三国志物語』（中央公論社） 1939
- 『魔法の壺』（プースンリン、光文社、少年文庫） 1947
- 『聊斎志異』（蒲松齢、東西出版社、もだん・らいぶらりい） 1949
- 『剪灯新話 美女と妖鬼の譚 全訳』（瞿佑、中央公論社） 1954
- 『水滸伝 新中国定本普及版』全9巻（修道社） 1955 - 1956、のち角川書店、現代教養文庫、グーテンベルク21（電子出版）- 七十回本の翻訳
- 『私たちの東洋古典文学選』（三十書房、少年少女名作ライブラリー） 1957
- 『新三国志物語』第1巻（抄訳、河出書房） 1957
- 『歴史』（韓雪野、くろしお出版） 1960
- 『ある母の回想 わたしの一家』（欧陽陶承、理論社） 1961
- 『三国志』（羅貫中、講談社、少年少女世界名作全集） 1963
- 『肉蒲団(ろうぷうとあん) 中国奇書』（日本文芸社） 1963
- 『三国志』全3巻（河出書房新社） 1968、のち新編：角川書店、現代教養文庫、光文社文庫、角川文庫、グーテンベルク21
- 『金瓶梅』全4巻（抄訳、角川書店） 1973 - 1974、のち現代教養文庫、ちくま文庫
- 『西遊記』全3冊（編訳、呉承恩、社会思想社、現代教養文庫） 1976 - 1977、のち光文社文庫